# IONOS
IONOS SE (precedentemente 1&1 Internet SE) è un’azienda tedesca con sede a Montabaur, costituita nel 1988 da Ralph Dommermuth con il nome di 1&1 EDV-Marketing GmbH. Opera nel settore del web hosting, offrendo soluzioni di hosting e cloud sia per privati che per piccole e medie imprese in tutta Europa. È attiva nel mercato italiano da maggio del 2012. Dal 2018 al 2020 era  nota con il nome di 1&1 IONOS fino a quando non è diventata semplicemente IONOS a gennaio 2020.

## Storia
A partire dalla sua costituzione nel 1988, 1&1 si è affermata gradualmente come uno dei provider leader in Europa. Nel 1999 ha aperto un nuovo data center a Karlsruhe ed è entrata nel mercato del web hosting con l’acquisizione di Schlund+Partner. 
Nel 2000 viene quotata in borsa come "1&1 AG & Co. KGaA" e sempre nello stesso anno è stata costituita la "United Internet AG", di cui faceva parte "1&1 Internet AG". Inizialmente l'azienda ha indirizzato la sua offerta verso soluzioni di hosting per poi ampliarla ai server dedicati nel 2001. Durante il CeBIT del 2002 è stata inoltre resa nota una collaborazione con Microsoft, dalla quale sono nati gli hosting basati sulla tecnologia .NET. In seguito 1&1 ha lanciato i suoi prodotti anche sul mercato spagnolo, francese, polacco ed è sbarcata in Italia a maggio del 2012, offrendo anche un proprio CMS volto a semplificare la creazione di siti anche per gli utenti meno esperti, 1&1 MyWebsite. 
Con l'acquisizione nel 2017 dell'azienda ProfitBricks, 1&1 si è concentrata maggiormente su soluzioni cloud, fino a riunire nel 2018 entrambe le società in un unico brand, 1&1 IONOS. Il fondatore di ProfitBricks, Achim Weiss, è diventato anche l'amministratore delegato della nuova azienda 1&1 IONOS. 
Attualmente IONOS opera in Germania, Francia, Regno Unito, Italia, Canada, Messico, Austria, Spagna e Stati Uniti. Dispone inoltre di 10 data center georidondanti con certificazione ISO 27001, di oltre 90.000 server in funzione e gestisce 12 milioni di domini. Secondo dati forniti dall'azienda, i data center in Germania e nel Regno Unito di 1&1 IONOS utilizzano esclusivamente elettricità proveniente da fonti rinnovabili e i sistemi di gestione dell'energia sono certificati secondo lo standard ISO 50001.

## Prodotti
La gamma dei prodotti offerti da 1&1 IONOS spazia dai domini a soluzioni hosting e cloud fino ad arrivare a pacchetti specifici per e-mail e programmi per l'ufficio. Sono presenti soluzioni ad hoc per creare siti e-commerce, ma vengono offerti anche server, tra i quali Virtual private server, server dedicati e soluzioni cloud.
Negli ultimi anni l'attenzione si è sempre più spostata sul Cloud computing, arrivando a offrire soluzioni ad hoc per ogni esigenza, come Managed Kubernetes e S3 Object Storage.